# Bầu cử lập pháp Israel 2009

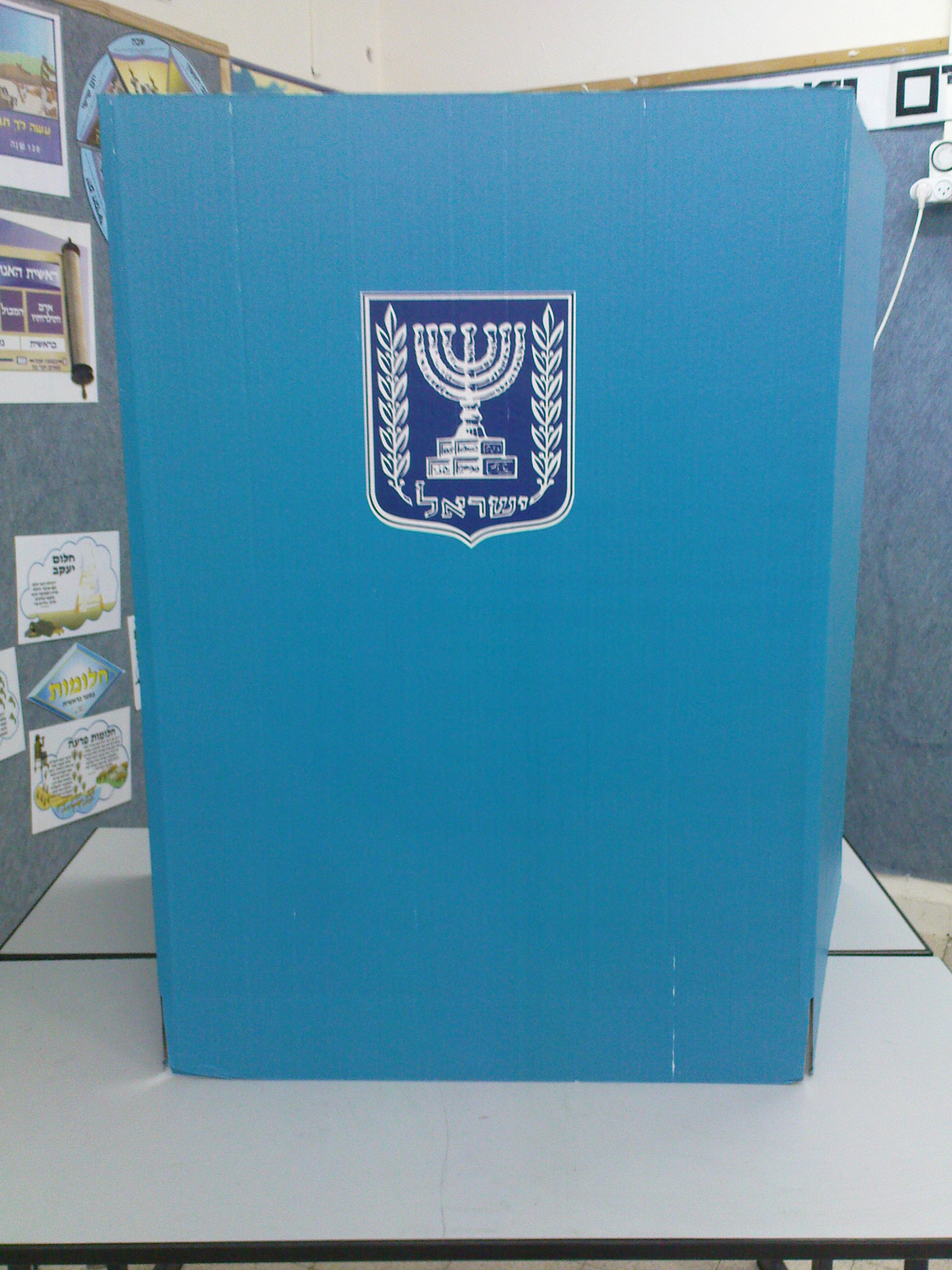
Một ngăn riêng tư để đảm bảo bí mật lá phiếu

Cuộc bầu cử cho Kneset (quốc hội) lần thứ 18 được tổ chức tại Israel ngày 10 tháng 2 năm 2009. Các cuộc bầu cử này rất cần vì Thủ tướng Ehud Olmert đã từ chức như là lãnh tụ của đảng Kadima, và dự thất bại của người kế nhiêm của ông, Tzipi Livni, để thành lập một chính phủ liên minh. Olmert sẽ giữ chức vị hay Livni sẽ thành lập một chính phủ liên minh, cuộc bầu cử sẽ được dời lại vào năm 2010

## Mức quan trọng
Tiếp sau cuộc xung đột Gaza, các cử tri Do Thái sẽ có thể cất lên tiếng nói của mình về tương lai của mối quan hệ Israel-Palestine. Hai đảng dẫn đầu - Kadima ôn hòa và Likoud cánh hữu - đã có quan điểm đối lập nhau về các cuộc đàm phán với người Palestine được Mỹ hậu thuẫn.
Trong khi lãnh đạo đảng Kadima - Tzipi Livni cam kết sẽ thúc đẩy các vòng thương lượng thì lãnh đạo đảng Likoud - Binyamin Netanyahu cho rằng, thay vì làm việc đó, ông sẽ chú trọng đến việc phát triển nền kinh tế của Palestine. Ông Netanyahu cũng phản đối bất kỳ thỏa thuận nào dẫn tới việc chia rẽ Jerusalem.
Kết quả các cuộc trưng cầu dân ý cho thấy, cuối cùng đảng Likoud dường như sẽ giành được quyền thành lập một chính phủ liên minh với sự trợ giúp của đảng Israel Beytenou cực đoan chủ nghĩa - đảng có cơ hội trở thành đảng lớn thứ ba tại Israel. Lãnh đạo của đảng Israel Beytenou - Avigdor Lieberman từ lâu đã lên tiếng kêu gọi hành động quân sự quyết liệt nhằm chống lại Hamas. Ông cũng muốn trục xuất các công dân Ả Rập khỏi Israel.
Các nhà quan sát cũng nhận thấy Israel đang có xu hướng tiến theo cánh hữu. Đảng Lao động do Bộ trưởng Quốc phòng Ehud Barak đã giành được thêm nhiều sự ủng hộ nhờ kết quả của chiến dịch quân sự ở Gaza nhưng không đủ để đưa đảng này trở thành đối trọng của Likoud hoặc Kadima.

## Ý kiến trước bầu cử
Trong nhiều tháng trước đó, các cuộc thăm dò dư luận đã dự đoán một chiến thắng thuyết phục đối với đảng Likoud theo đường lối cứng rắn của cựu Thủ tướng Benjamin Netanyahu. Tuy nhiên, các cuộc điều tra dư luận cuối tuần qua lại cho thấy, đảng Kadima cầm quyền của Ngoại trưởng Tzipi Livni đang thu hẹp khoảng cách một cách ngoạn mục. Ông Netanyahu phản đối nhượng đất cho Palestine và ủng hộ chính sách mở rộng các khu định cư Do Thái ở Bờ Tây - hai quan điểm chắc sẽ mâu thuẫn với chính sách của Washington DC. Bà Livni là người theo đường lối trung dung, hy vọng trở thành nữ thủ tướng đầu tiên của Israel trong gần 40 năm qua.
Theo các nhà phân tích, không một đảng nào có thể giành được hơn 30 trong tổng số 120 ghế tại Quốc hội. Điều đó có nghĩa là ai giành chiến thắng sẽ phải thành lập liên minh với các đảng nhỏ hơn. Một chính phủ liên minh có thể làm phức tạp thêm các nỗ lực thành lập một Nhà nước Palestine và đặt ra những thách thức đối với Tổng thống Barack Obama - người coi tiến trình hòa bình Trung Đông là một ưu tiên hàng đầu.
Bà Livni nói mình mang tới cho người Israel "nhà lãnh đạo có tầm nhìn của những giá trị và đạo đức". Bà là một trong những kiến trúc sư của chiến dịch quân sự chống Hamas tại Gaza vào tháng trước đó và đang tìm cách thể hiện bản thân là một lãnh đạo cứng rắn song biết nhân nhượng.
Trong khi, ông Netanyahu cho rằng, thủ tướng mới phải tới từ đảng giành được niềm tin rộng rãi của công chúng. "Israel không thể tiếp tục chịu đựng các cuộc khủng hoảng chính trị không cần thiết và một đội ngũ lãnh đạo giống như cỗ xe bị những con ngựa khác nhau kéo đi theo những hướng không giống nhau", ông nói.
Thủ tướng Olmert đã từ chức do một loạt bê bối tham nhũng. Tuy nhiên, ông sẽ vẫn làm Thủ tướng tạm quyền cho tới khi một nội các mới được thành lập. Thường thì đảng giành được nhiều ghế nhất trong Quốc hội sẽ đứng ra thành lập liên minh và chủ tịch đảng đó sẽ trở thành thủ tướng.
Chính quyền Palestine rất thận trọng, không công khai lên tiếng ủng hộ bất kỳ ứng viên nào. Họ hy vọng, Tổng thống Obama sẽ giúp đảm bảo rằng bất kỳ ai trở thành thủ tướng mới của Israel sẽ không chôn vùi tiến trình hòa bình vốn đã lắm chông gai.

## Bản thống kê
| Đảng                    | Ghế      | Ghế               | Ghế                   | Ghế                    | Ghế                    | Ghế                | Ghế          | Ghế                          | Ghế                   | Ghế                | Ghế                |
| Đảng                    | Hiện tại | Dahaf 27 tháng 10 | Teleseker 27 tháng 10 | Gal Hadash 30 tháng 10 | Gal Hadash 13 tháng 11 | Dialog 20 tháng 11 | Dahaf 20 Nov | Shvakim Panorama 15 tháng 12 | Teleseker 19 tháng 12 | Dialog 25 tháng 12 | Dialog 31 tháng 12 |
| ----------------------- | -------- | ----------------- | --------------------- | ---------------------- | ---------------------- | ------------------ | ------------ | ---------------------------- | --------------------- | ------------------ | ------------------ |
| Kadima                  | 29       | 29                | 31                    | 30                     | 28                     | 28                 | 26           | 20                           | 30                    | 26                 | 27                 |
| Avoda                   | 19       | 11                | 11                    | 13                     | 11                     | 10                 | 8            | 14                           | 12                    | 11                 | 16                 |
| Shas                    | 12       | 11                | 8                     | 10                     | 10                     | 10                 | 11           | 12                           | 9                     | 13                 | 9                  |
| Likud                   | 12       | 26                | 29                    | 31                     | 33                     | 34                 | 32           | 34                           | 30                    | 30                 | 32                 |
| Israel Beytenou         | 11       | 9                 | 11                    | 8                      | 7                      | 10                 | 9            | 11                           | 12                    | 11                 | 11                 |
| HaBayit HaYehudi        | 9        | 7                 | 7                     | 6                      | 6                      | 4                  | 6            | 4                            | 5                     | 6                  | 3                  |
| Gil                     | 7        | 2                 | 0                     | 0                      | 0                      | 0                  | 0            | 0                            | 0                     | 2                  | -                  |
| Yahadut Hatorah         | 6        | 7                 | 4                     | 5                      | 5                      | 6                  | 7            | 7                            | 5                     | 5                  | 5                  |
| Meretz                  | 5        | 6                 | 5                     | 5                      | 7                      | 7                  | 7            | 6                            | 7                     | 8                  | 7                  |
| Liste arabe unie- Ta'al | 4        | 10                | 11                    | 10                     | 10                     | 11                 | 11           | 9                            | 10                    | 3                  | 4                  |
| Hadash                  | 3        | 10                | 11                    | 10                     | 10                     | 11                 | 11           | 9                            | 10                    | 3                  | 4                  |
| Balad                   | 3        | 10                | 11                    | 10                     | 10                     | 11                 | 11           | 9                            | 10                    | 2                  | 2                  |

## Kết quả
Cử tri Israel ngày 10 tháng 2 đã đi bỏ phiếu trong cuộc tổng tuyển cử mà kết quả có thể quyết định đến đường lối của tiến trình đàm phán hòa bình Trung Đông. Ngoại trưởng ôn hoà Tzipi Livni và đối thủ của bà theo phái cứng rắn Benjamin Netanyahu đều tuyên bố chiến thắng.
Các cuộc thăm dò sớm trước khi có kết quả chính thức cho thấy, đảng Kadima với chủ trương ôn hoà đang tạm dẫn trước. Kadima, do Ngoại trưởng Tzipi Livni lãnh đạo dường như đã "lách lên" mà vượt qua đảng bảo thủ Likoud do cựu Thủ tướng Benjamin Netanyahu đứng đầu. Tuy nhiên, các nhà phân tích chính trị Israel cảnh báo, kết quả thăm dò từng sai lầm trong các cuộc bầu cử trước.
Đảng Likoud của Netanyahu được đánh giá là có lợi thế hơn Kadima trong việc thành lập chính phủ liên minh với sự ủng hộ mạnh mẽ của các đảng cánh hữu. "Với sự giúp đỡ của Thượng đế, tôi sẽ đứng đầu chính phủ mới", ông Netanyahu nói trước những người ủng hộ đang gào hét biệt danh của ông, Bibi.
Ngoại trưởng Tzipi Livni cũng tuyên bố chiến thắng trong cuộc đua sát sao với lãnh đạo đảng Likud - Benjamin Netanyahu. Bà đã có bài phát biểu trước những người ủng hộ rằng: "Hôm nay, mọi người chọn Kadima, chúng ta sẽ thành lập chính phủ mới do Kadima dẫn đầu".
Nhưng theo giới phân tích, thậm chí khi bà có thể vượt qua các trở ngại to lớn, để trở thành nữ thủ tướng thứ hai trong lịch sử Israel sau Golda Meir, thì kết quả kiểm phiếu sớm cho thấy, Livni còn phụ thuộc vào sự hưởng ứng của các đảng cánh hữu - trước nay vốn phản đối quan điểm đổi đất lấy hoà bình với người Palestine mà bà đưa ra.
Nhưng những người ủng hộ Ngoại trưởng Israel vẫn la hét reo mừng tại trụ sở của Kadima ở Tel Aviv khi các đài truyền hình thông báo kết quả thăm dò của họ. Thăm dò cho thấy, Kadima dẫn trước Likoud hai trong số 120 ghế Quốc hội. Với 27% số phiếu thực tế được kiểm, Kadima có 27 ghế so với 26 của Likid trong quốc hội.
Kết quả các cuộc thăm dò ở Israel đôi khi sai lầm, đặc biệt khi cuộc bầu cử kết thúc, nhưng nó cũng cho thấy bước trượt dài của Netanyahu, người sở hữu vị trí dẫn đầu vững chắc trong những cuộc thăm dò trước bầu cử. Người Israel bầu cử cho một đảng, không phải một cá nhân. Kể từ khi không đảng nào giành đa số trong quốc hội, lãnh đạo một đảng lớn cần cố gắng hình thành liên minh với các phe nhóm khác.